# Gilles Henry
Pour les articles homonymes, voir Gilles Henry (homonymie) et Henry.
Gilles Henry, né le 18 mai 1941 à Marennes, est un écrivain et biographe français.

## Biographie
Il est trois fois lauréat de l'Académie française, lauréat de la Société des gens de lettres et élu à l'Académie des sciences, arts et belles-lettres de Caen le 18 novembre 2006.
Il est candidat à la succession d'Henri Troyat à l'Académie française, mais n'obtient aucune voix lors de l'élection du 7 février 2008.